# Enrique Piñeyro Queralt
Ne doit pas être confondu avec Enrique Piñeyro.
Pour les articles homonymes, voir Piñeyro et Queralt.
Enrique Piñeyro y de Queralt, né le 29 mai 1898 à Madrid et mort le 6 mai 1960 à Barcelone, XIe Marquis de la Mesa de Asta, est un aristocrate et militaire espagnol. Au début de la dictature franquiste, il est placé par le régime à la présidence du FC Barcelone entre 1940 et 1942, puis de 1942 à 1943 (deux mandats).

## Biographie
Son père Lorenzo Piñeyro y Fernández de Villavicencio est un Grand d'Espagne, colonel de l'État major et aide de camp de l'Infant d'Espagne Carlos de Borbón-Dos Sicilias. Sa mère, María Dominga de Queralt, est marquise de Bonanaro et comtesse de Torralba de Aragón.
Enrique Piñeyro suit les pas de son père en rejoignant l'armée. Il est cavalier à la Real Maestranza de Grenade. Avant la Guerre d'Espagne il est lieutenant de chevalerie, d'abord dans le régiment Húsares de la Princesa (Hussards de la Princesse) à Madrid puis dans les Dragons de Santiago, à Barcelone. Il s'établit à Barcelone après s'être marié avec María de la Paz Fabra, fille des marquis de Masnou. En 1933, il fait partie de la direction du parti Derecha de Cataluña (Droite de Catalogne), qui fait partie de la Renovación Española qui participe aux élections espagnoles de 1933.
Pendant la Guerre d'Espagne, il lutte dans les rangs franquistes. Il est promu au rang de capitaine, puis de commandant en tant qu'aide de camp du général José Moscardó dans la campagne de Catalogne. Après la prise de Barcelone par les troupes franquistes, il fait partie du secrétariat particulier du gouvernement militaire de la ville.
En février 1940, la Fédération espagnole de football le nomme président du FC Barcelone. Il accède à ce poste le 13 mars. Il effectue deux mandats à la tête du club jusqu'au 20 août 1943. Par la suite, il continue à occuper des postes de responsabilité dans le monde du sport. En 1946, il est nommé dirigeant de la Fédération espagnole de football. Il est le représentant en Catalogne de la Délégation nationale du sport, présidée par le général Moscardó. Il est aussi dirigeant de la Fédération espagnole d'hippisme et vice-président du Real Automóvil Club de Cataluña (RACC).
En marge de ses activités sportives, il est également conseiller de plusieurs sociétés comme la Compañía Nacional de Hilaturas (industrie textile), la Compañía de Seguros La Polar (assurances), Mina Previsión et la Asociación Mutual de Seguros Layetana (assurances).